# Mikroregion Javornicko
Mikroregion Javornicko je dobrovolný svazek obcí v okresu Jeseník, jeho sídlem je Javorník a jeho cílem je rozvojová spolupráce, ochrana a prosazování společných zájmů obcí. Sdružuje celkem 5 obcí a byl založen v roce 2001.

## Obce sdružené v mikroregionu
- Bernartice
- Bílá Voda
- Javorník
- Uhelná
- Vlčice